# Révolution haïtienne de 1859
La révolution haïtienne de 1859 est un mouvement insurrectionnel qui conduit à la chute du Second Empire haïtien et la proclamation d'une nouvelle république. L'empereur Faustin Soulouque est alors renversé et condamné à l'exil. C'est l'un de ses anciens généraux, Fabre Nicolas Geffrard qui lui succède à la tête comme président de la république.  
Cette révolution est surnommée la révolution geffrardiste, en référence au général Geffrard, et précède la République geffrardiste.  

## Contexte
Le 1er mars 1847, le sénat élit Faustin Soulouque, chef des forces armées, qui n’était même pas candidat, président de la république. Rapidement, il se révéla ambitieux et déterminé. Le 25 août 1849, il enjoignit au parlement de le proclamer empereur. Il se fit sacrer le 18 avril 1852 avec un faste ruineux pour le pays. Soulouque devient l'empereur Faustin Ier. Il organise une répression violente contre les mulâtres et rétablit l'absolutisme sur l'île. C'est un tyran qui dépense sans compter et qui déclare la guerre à plusieurs reprises à la République dominicaine voisine. Le pays est ainsi appauvri tandis que la famille impériale continue à dépenser des sommes fabuleuses alors que les caisses de l'État sont pratiquement vides. L'impopularité de l'empereur va déclencher une nouvelle révolution dans le pays. 

## La chute de l'Empire

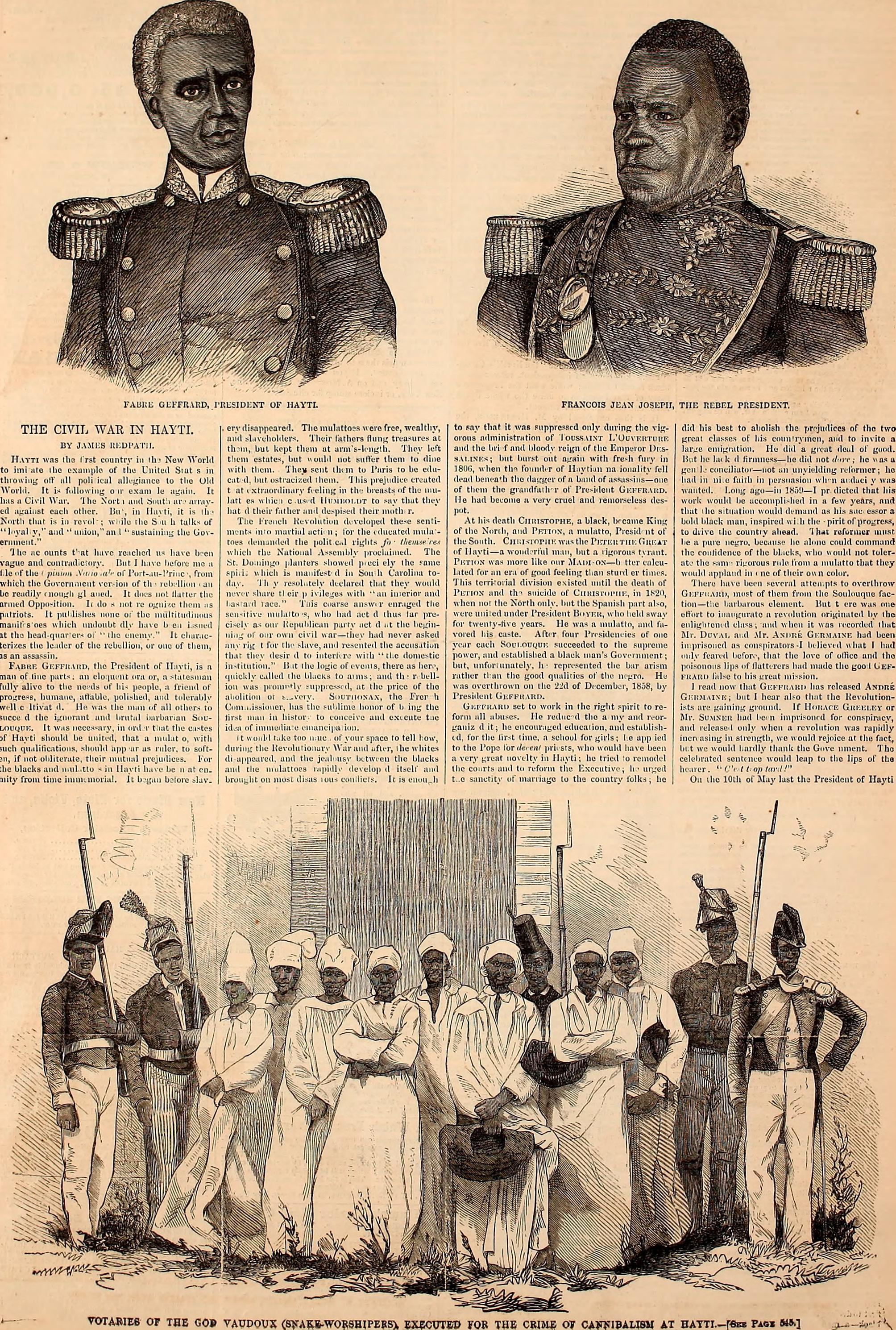
Revue de presse américaine, annonçant la chute de Soulouque et l'avènement de Geffrard.

En 1858, une révolution commença, dirigée par le général Fabre Geffrard, duc de Tabara et ancien fidèle de l'empereur. En décembre de la même année, Geffrard défit l'armée impériale et s'empara du contrôle de la plus grande partie du pays. Dans la nuit du 20 décembre 1858, il quitte Port-au-Prince dans un petit bateau, accompagné de son fils et de deux fidèles disciples, Ernest Roumain et Jean-Bart. Le 22 décembre, il est arrivé aux Gonaïves, où l'insurrection a éclaté. La République a été acclamée et la Constitution de 1846 a été adoptée.
Le 23 décembre, le comité départemental des Gonaïves, qui avait été organisé, a décrété l'abolition de l'Empire et l'arrestation de plusieurs membres de la famille impériale. Cap-Haïtien et tout le département de l'Artibonite se sont associés à la restauration de la République. Les journées de décembre 1858 et de janvier 1859 affaiblissent considérablement le pays. Les troupes impériales pourtant épuisées et vaincues à plusieurs reprises par les révolutionnaires continuent à se battre contre l'insurrection. Les révolutionnaires prennent alors le nom de « geffrardistes » et réclament l'arrestation et le procès de l'empereur. Le 15 janvier 1859, le palais impérial est attaqué, l'empereur est contraint d'abdiquer le jour même. Il quitte la capitale avec sa famille, grâce à un navire de guerre britannique et s'exile en Jamaïque.
Geffrard est élu président de la république et met en place une politique plus modérée. C'est la République geffrardiste.